# Matinera coronada d'Indonèsia
La matinera coronada d'Indonèsia (Pellorneum nigrocapitatum) és un ocell de la família dels pel·lorneids (Pellorneidae).

## Hàbitat i distribució
Viu entre la malesa del bosc de les terres baixes a la Península Malaia, Sumatra i les illes Bangka, Belitung i Natuna.
Considerada fins 2021 un grup subespecífic de Pellorneum capistratum ha estat separada d'aquesta espècie pel Congrés Ornitològic Internacional, versió 11.2 arran els treballs de Puan et al. 2020.